# Le Combat : une femme implorant pour le vaincu
Le Combat : une femme implorant pour le vaincu ou Le Combat (en anglais The Combat: Woman Pleading for the Vanquished) est une huile sur toile de l'artiste anglais William Etty, exposée pour la première fois en 1825 et conservée à la Galerie nationale d'Écosse.
Inspirée par les marbres d'Elgin et conçue par l'artiste pour dispenser une leçon de morale sur « la beauté de la miséricorde », l'œuvre représente un guerrier presque nu, dont l'épée s'est brisée, réduit à genoux devant un autre soldat, lui aussi presque nu, qui s'apprête à lui porter le coup de grâce. Une femme, également presque nue, s'agrippe au guerrier victorieux pour implorer sa clémence. Rompant avec les autres peintures d'histoire de l'époque, Le Combat ne dépeint aucune scène historique, littéraire ou religieuse et ne s'inspire d'aucune œuvre préexistante ; il s'agit par contre d'une scène entièrement issue de l'imagination de l'artiste.
Lors de sa présentation à l'exposition d'été de la Royal Academy en 1825, le tableau reçoit des critiques quasi unanimes pour son excellence technique, sa fusion des styles de différentes écoles de peinture et la force de son sujet. Toutefois, l'œuvre ne trouve pas d'acquéreur durant son exposition et est finalement achetée par un autre artiste, John Martin. Le tableau s'avère cependant trop grand pour la demeure de Martin, qui le revend en 1831 à la Galerie nationale d'Écosse.

## Contexte
William Etty naît en 1787, fils d'un boulanger et meunier de York. Sa carrière comme apprenti imprimeur débute à Hull. À l'issue de son apprentissage de sept ans, il s'installe à Londres à l'âge de dix-huit ans, « muni de quelques craies », avec l'ambition de devenir peintre d'histoire dans la tradition des vieux maîtres. Fortement influencé par les œuvres de Titien et de Rubens, il soumet plusieurs tableaux à la Royal Academy of Arts ainsi qu'à la British Institution qui sont soit refusés, soit accueillis avec indifférence lors de leur exposition.

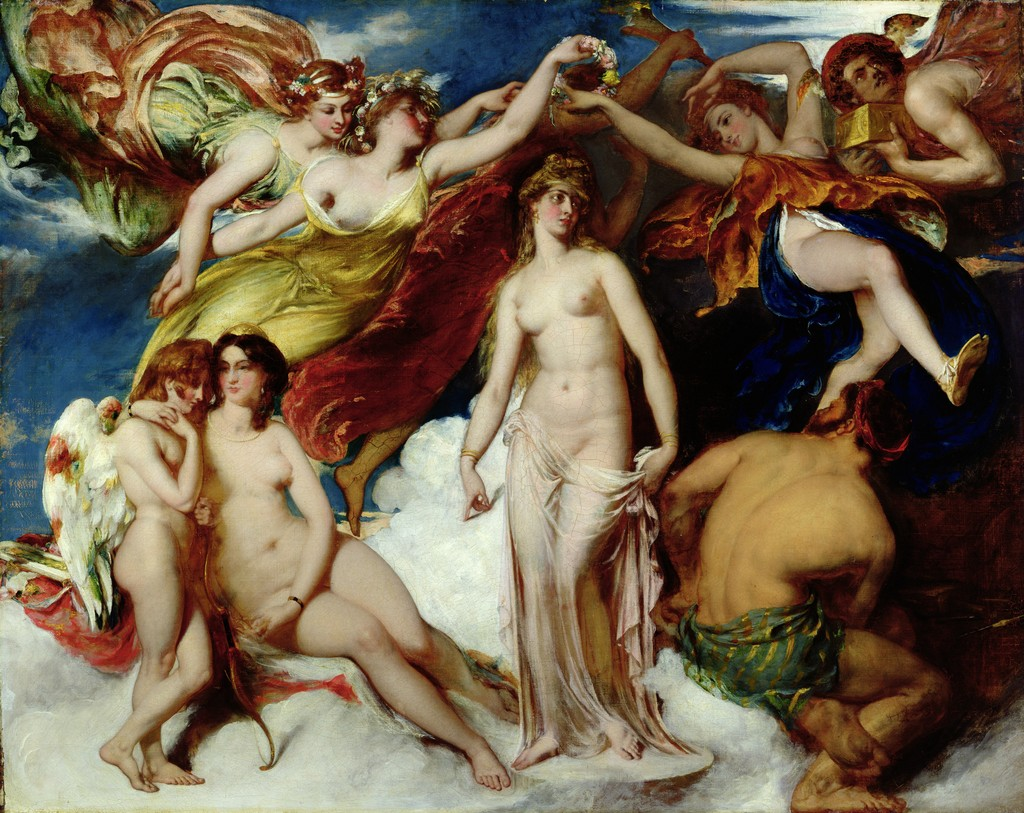
En 1824, Pandora Crowned by the Seasons établit la renommée de William Etty. L'œuvre illustre sa maîtrise du pastiche dans la tradition de Rubens et de Titien. Elle révèle également sa pratique caractéristique, qui consiste à utiliser la mythologie et la littérature comme justification artistique pour peindre le nu.

En 1821, la Royal Academy accepte et expose l'une de ses œuvres, L'Arrivée de Cléopâtre en Cilicie, également connue sous le titre Le Triomphe de Cléopâtre. Ce tableau rencontre un succès considérable et suscite l'admiration de nombreux artistes contemporains. Fort de cet accueil favorable, Etty cherche à reproduire ce succès en représentant des figures nues dans des contextes bibliques, littéraires ou mythologiques, notamment dans La Jeunesse à la proue, le Plaisir au gouvernail en 1822,,, ainsi que dans la controversée Pandora Crowned by the Seasons en 1824. Après un long séjour en Italie en 1823, il peint rapidement Pandora, comme un témoignage des progrès récents accomplis lors de l'étude des collections italiennes.
L'accueil critique de Pandora Crowned by the Seasons est très partagé. Certains louent l'œuvre comme un exploit technique, tandis que d'autres la considèrent comme un pastiche précipité de Titien et Rubens,. Pandora Crowned by the Seasons est vendue pour 300 guinées, soit environ 35 000 livres sterling en 2025, ce qui permet à Etty d'obtenir le titre d'Associé à la Royal Academy of Arts.
Bien que certaines œuvres de nus réalisées par des artistes étrangers soient présentes dans des collections privées anglaises, l'Angleterre ne développe pas de tradition propre de peinture de nu. Depuis la proclamation de 1787 pour la « répression du vice », la diffusion et l'exposition publique d'images de nus restent strictement interdites. Dans ce contexte, William Etty se distingue comme le premier artiste britannique à se consacrer pleinement à la représentation du nu. Ses peintures suscitent une vive réaction, notamment au sein des classes populaires, qui expriment une inquiétude persistante tout au long du XIXe siècle. Si les critiques dénoncent fréquemment ses représentations répétées de la nudité féminine comme indécentes, ses portraits de nus masculins bénéficient, en revanche, d'un accueil généralement favorable.

## Composition

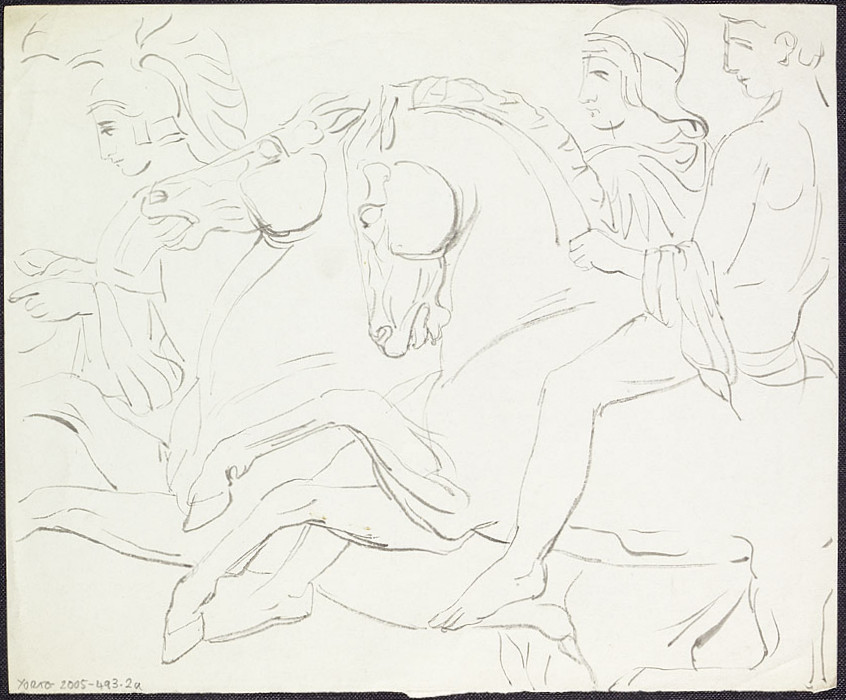
William Etty réalise une esquisse des marbres d'Elgin, attiré par les scènes de combat détaillées qui ornent ces sculptures antiques. Ces marbres, récemment exposés à Londres, suscitent son intérêt artistique en raison de la richesse et de la dynamique des représentations guerrières qu'ils offrent.

William Etty nourrit une profonde fascination pour les œuvres d'art classiques, notamment celles qu'il découvre lors de ses voyages en Italie. Parmi ses sources d'inspiration majeures figurent les marbres d'Elgin, un ensemble emblématique de sculptures grecques antiques transférées à Londres au début du XIXe siècle dans des conditions controversées.
Son tableau Le Combat, d'une envergure impressionnante de 399 cm de large, illustre une scène dramatique. Il met en scène un soldat vaincu, agenouillé face à son adversaire victorieux. Ce dernier, debout et brandissant une épée levée, maintient fermement le combattant défait qui lutte pour se libérer. Une femme agenouillée saisit la taille du vainqueur, levant son visage dans une supplique pour épargner le soldat vaincu. Le contraste entre les deux guerriers est saisissant : le vaincu affiche un corps puissant, un visage conforme aux critères esthétiques de l'époque et une expression empreinte de compassion, tandis que le vainqueur, à la peau plus sombre, exprime une férocité froide et impassible. L'épée brisée du soldat vaincu gît à ses pieds, symbole de sa défaite.
Contrairement aux conventions de la peinture d'histoire, qui s'appuie généralement sur des épisodes littéraires ou religieux,, Etty crée Le Combat entièrement à partir de son imagination. Cette approche originale marque une rupture avec les traditions du genre. Dès 1821, il mûrit ce projet, qui prend forme après son séjour en Italie. Lors de ce voyage, sa rencontre avec le sculpteur Antonio Canova influence profondément son travail, notamment dans la composition de cette œuvre. Etty puise également son inspiration dans la sculpture classique et dans les compositions des vieux Maîtres. Fidèle à sa méthode, il fait poser ses modèles séparément dans son atelier, plutôt qu'en groupe, pour élaborer cette scène complexe.
En 1849, Etty exprime clairement que Le Combat vise à transmettre une profonde leçon morale, qui met en lumière la « beauté de la miséricorde ». Cette intention révèle l'importance accordée à la dimension éthique et émotionnelle de son œuvre. Plus tard, en 1958, le biographe Dennis Farr souligne des ressemblances notables entre la composition du Combat et le dessin de John Flaxman intitulé Heracles Killing a Man to whom a Woman Clings. Bien que les deux artistes soient contemporains à la Royal Academy, il demeure incertain qu'Etty ait eu connaissance de ce dessin.
Dans son étude à l'huile du guerrier vaincu, conservée à la York Art Gallery, Etty donne au personnage une apparence plus défiant que dans la version finale. Contrairement à l'œuvre achevée, où le guerrier est agenouillé dans une posture de défaite totale, le croquis initial le montre debout, la jambe tendue pour se soutenir, avec une expression marquée par la détermination et la résistance plutôt que par la supplique. L'œuvre finale est exposée en 1825 lors de l'Exposition d'été de la Royal Academy.

## Réception critique
Lors de son exposition, Le Combat suscite un large consensus critique, salué pour son excellence technique et sa maîtrise remarquable des styles vénitien et anglais. Cette œuvre illustre également la transition d'Etty, qui s'éloigne progressivement de la représentation de la nudité pour se consacrer à la peinture d'histoire. The European Magazine and London Review met en avant la richesse chromatique du tableau, qui rappelle les grands maîtres de l'école vénitienne, tout en soulignant que l'intelligence formelle et l'énergie de l'action ont surpassé largement celles de ses prédécesseurs. La revue affirme enfin qu'« il ne serait pas déplacé de voir cette œuvre exposée dans l'une des plus prestigieuses galeries, aux côtés de Titien et Paul Véronèse ».
The Lady's Magazine souligne que Le Combat marque une étape importante dans l'évolution artistique d'Etty, avec un groupe de personnages qui exprime puissamment le pouvoir de la conquête. Le critique compare cette œuvre aux premières toiles de Titien, tout en notant toutefois quelques défauts, comme des muscles trop saillants sur la cuisse du vainqueur et un manque de définition chez le vaincu. Malgré cela, le tableau reste l'une des œuvres les plus impressionnantes et maîtrisées jamais présentées à la Royal Academy.

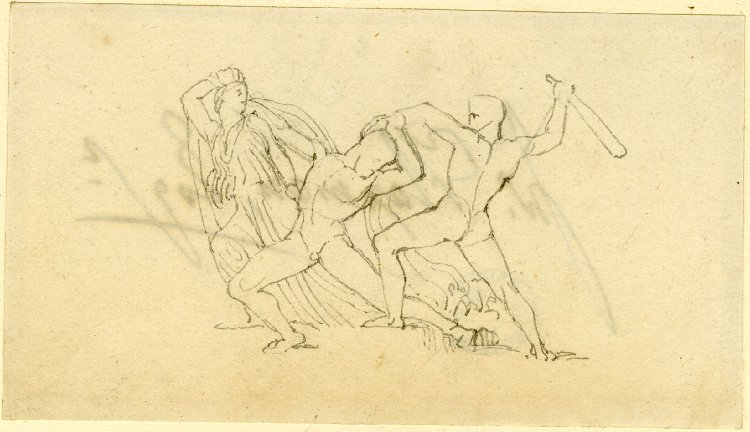
Heracles Killing a Man to whom a Woman Clings, de John Flaxman, qui a vraisemblablement influencé la composition du Combat.

De son côté, The London Magazine admire la façon dont Etty mêle son imagination aux influences des marbres d'Elgin et des maîtres vénitiens, tout en saluant son recours à la nature et à sa créativité pour traiter son sujet. Cette approche est vue comme un signe d'intégrité et d'indépendance dans la peinture. The Times, qui avait auparavant critiqué Etty pour son style « offensant et indécent », reconnaît désormais dans Le Combat un « effort magistral » qui combine la richesse colorée de l'école vénitienne avec la dignité et la force de l'école romaine. Cette œuvre montre une nette progression par rapport aux précédents tableaux d'Etty, jugés faibles et superficiels, et confirme son potentiel à occuper une place plus importante dans le monde de l'art.
Enfin, un critique anonyme dans le magazine The Parthenon met particulièrement en valeur Le Combat, notamment le pied droit de la figure féminine, qu'il décrit comme vibrant de vie. Il souligne qu'Etty, jusque-là connu pour ses petites toiles, révèle ici un artiste capable de maîtriser la couleur à la manière des Vénitiens, avec une organisation des couleurs réussie et des passages d'une beauté remarquable. La précision dans le rendu des extrémités et la composition générale des figures témoignent d'un style sûr et d'une grande maîtrise artistique.
Le pied de la figure féminine suscite des avis partagés parmi les critiques. Le correspondant anonyme de The London Magazine, bien que globalement très élogieux envers Le Combat, critique ce détail en estimant que ce pied « ressemble trop à un pied moderne, habitué à la compression dans une chaussure », ce qui contraste avec le caractère héroïque et l'esthétique classique du reste de l'œuvre. Il ajoute également que la jambe paraît trop courte, soulignant ainsi une certaine incohérence anatomique dans la représentation,.

## Parcours de l'œuvre

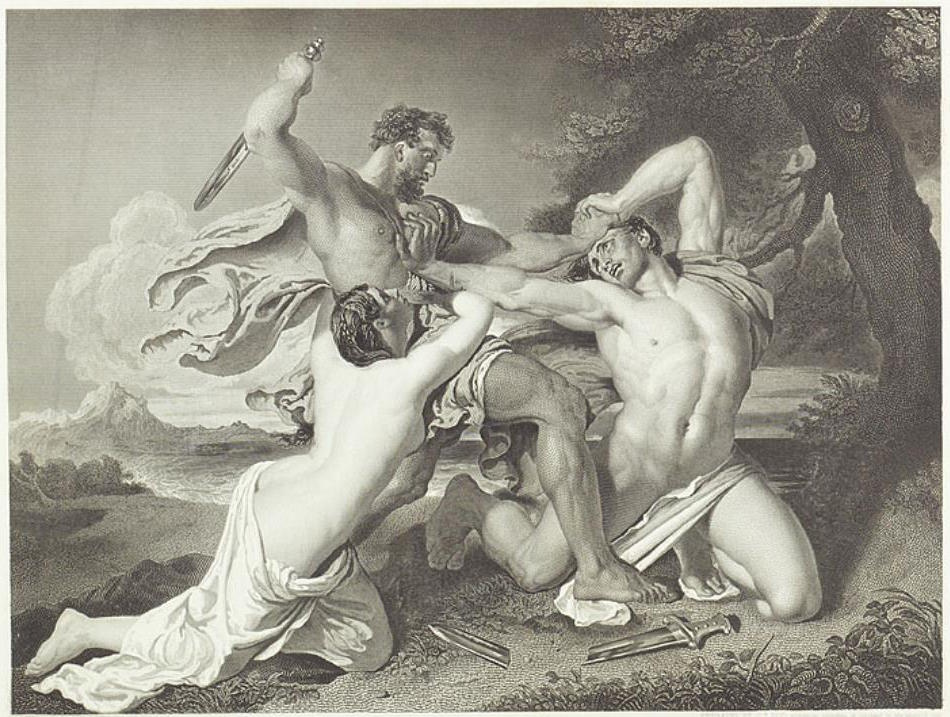
Gravure de G. T. Doo, 1848, d'après une version remaniée de la peinture que William Etty achève en 1845.

N'ayant pas trouvé d'acheteur lors de l'exposition d'été, Le Combat est finalement acquis directement auprès de William Etty par le peintre John Martin pour 300 guinées (environ 31 000 livres sterling en 2023), selon une promesse faite avant l'achèvement du tableau,. Trop grand pour sa maison, Martin revend l'œuvre en 1831 à la Royal Scottish Academy. En 1910, le tableau est transféré à la Galerie nationale d'Écosse, toute proche, où il est conservé depuis. Considéré comme l'une des œuvres majeures d'Etty, Le Combat est présenté dans de nombreuses expositions importantes, notamment lors du Art Treasures Exhibition de 1857, avant que l'artiste ne perde en popularité dans la seconde moitié du XIXe siècle.
Tout au long de sa carrière, Le Combat reste l'une des œuvres les plus marquantes d'Etty. En 1845, il reprend une copie plus petite du tableau, réalisée par un artiste inconnu d'Édimbourg, qu'il retravaille entièrement pour en faire le modèle d'une gravure de George Thomas Doo, publiée trois ans plus tard,. Le tableau original change plusieurs fois de propriétaire avant d'entrer en 1934 dans la collection du musée d'Art John-et-Mable-Ringling. Plusieurs esquisses attribuées à Etty, sous le titre A Study for Mercy Interceding for the Vanquished, circulent également.

## Impacts sur la carrière d'Etty

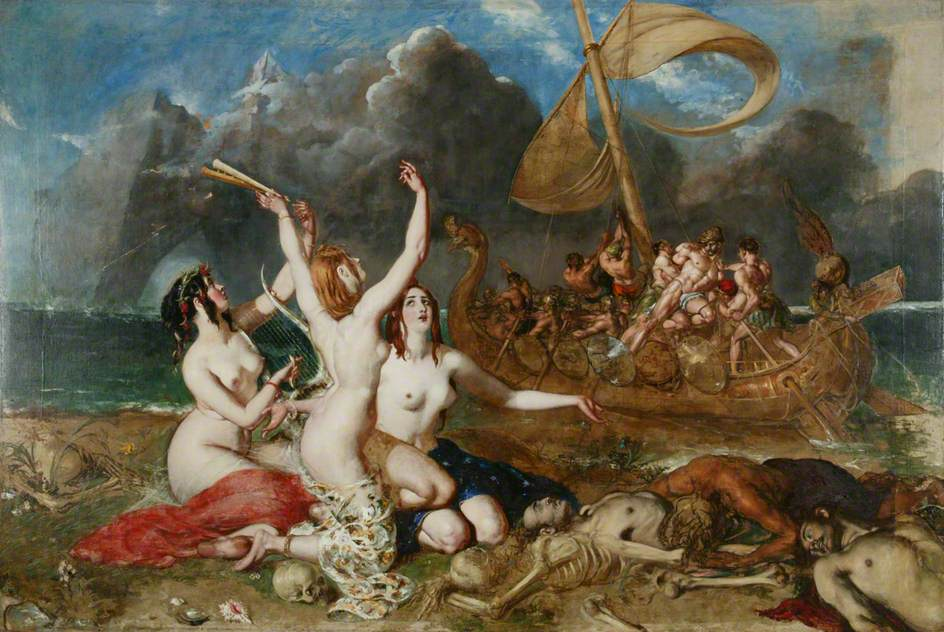
Le succès du tableau incite William Etty à réaliser d'autres toiles de très grand format, telles que Les Sirènes et Ulysse (1837).

Après le succès de cette toile, Etty continue de se spécialiser dans la peinture d'histoire mêlée à la nudité. Parmi les quinze œuvres qu'il expose à la Royal Academy of Arts dans les années 1820, dont Cléopâtre, Pandora et Le Combat, toutes sauf une comportent une figure nue. En 1828, il devient membre à part entière de la Royal Academy, la plus haute distinction artistique de l'époque,. Le Combat, sa première grande toile, l'encourage à réaliser neuf autres œuvres de grande taille sur des thèmes moraux, où les figures féminines nues occupent une place de plus en plus importante.
En 1832, son tableau La Jeunesse à la proue, le Plaisir au gouvernail, qui présente des nus jugés trop indécents, reçoit un accueil critique négatif. À partir de ce moment, même s'il continue à peindre des nus, Etty cherche à y intégrer des messages moraux. Cet effort ne convainc pas tous les critiques, certains le considérant même comme un pornographe. William Etty meurt à la fin de l'année 1849, et après sa disparition, la peinture de nus perd rapidement de sa popularité en Grande-Bretagne.